# Tương
Tương hay tương cái là một loại nước chấm lên men thịnh hành trong ẩm thực Việt Nam, được làm từ gạo nếp đồ xôi, đậu tương, nước sạch, muối. Những địa phương làm tương nổi tiếng là Bần và phố Hiến (Hưng Yên), Cự Đà (Hà Tây), Nam Đàn (Nghệ An). Cần phân biệt tương với xì dầu, mà phương ngữ miền Nam Việt Nam gọi là "nước tương".

## Cách làm
Mỗi địa phương có một bí quyết làm tương riêng, nhưng những nét chung trong cách làm là:
Thứ nhất, rang đỗ tương lên cho có mùi thơm rồi xay nhỏ hoặc giã cho vỡ nhỏ (tùy theo từng địa phương mà độ nhỏ khác nhau). Sau đó đem ngâm nước muối cho mềm.
Thứ hai, gạo nấu thành cơm rồi đem ủ lên mốc vàng hoa cau. Khi đã lên mốc và thành phẩm có mùi thơm ngọt rồi thì cho ngâm cùng đỗ. Hỗn hợp được cho vào vật đựng (hũ) kín và ngăn được ánh sáng.
Thứ ba, đem hũ phơi nắng vài ngày để lợi dụng nhiệt năng của ánh sáng mặt trời làm cho tương tiếp tục lên men và chín.
Tương dùng để chấm và để nấu.

## Tương trong văn hóa ẩm thực Á Đông
Một số nước Á Đông khác cũng có thứ thực phẩm tương tự như Nhật Bản có miso, Triều Tiên có doenjang, Trung Quốc có hoàng tương. Tuy nhiên miso của Nhật Bản được cô đặc hơn tương Việt Nam và trong nguyên liệu bao gồm dấm. Miso có vị mặn, thơm như mùi bánh mì nướng chứ không nặng mùi như tương Việt Nam. Thậm chí, người Nhật còn sử dụng các biện pháp để khử mùi của tương.

## Biến thể
Một số thành phẩm có dạng sệt, dùng để chấm hoặc sử dụng như một thứ gia vị cũng được coi như những dạng tương: tương ớt, tương me v.v.

## Thành ngữ
- Nát như tương.
- Dưa La, cà Láng, nem Báng, tương Bần, nước mắm Vạn Vân, cá rô Đầm Sét
- Nhút Thanh Chương, Tương Nam Đàn.
- Tương cà là gia bản.
- Anh đi anh nhớ quê nhà/nhớ canh rau muống nhớ cà dầm tương/nhớ ai dãi nắng dầm sương...